# António Mendonça (ekonomista)
António Augusto da Ascenção Mendonça (ur. 18 maja 1954 w Estoril) – portugalski ekonomista i nauczyciel akademicki, profesor, minister robót publicznych i transportu (2009–2011).

## Życiorys
Absolwent ekonomii w Instituto Superior de Economia na Uniwersytecie Technicznym w Lizbonie (1976). W tym samym instytucie (wówczas pod nazwą Instituto Superior de Economia e Gestão) uzyskał w 1987 doktorat z zakresu ekonomii. Jako nauczyciel akademicki związany z ISEG w ramach Uniwersytetu Technicznego w Lizbonie (a od 2013 w strukturze Uniwersytetu Lizbońskiego), osiągając na tej uczelni pełne stanowisko profesorskie. Był również przewodniczącym rady dyrektorów ISEG. Gościnnie wykładał na uczelniach we Francji, Brazylii, Bułgarii i Angoli. W pracy naukowej zajął się zagadnieniami z zakresu makroekonomii, międzynarodowych stosunków gospodarczych i ekonomiki transportu.
Od października 2009 do czerwca 2011 z rekomendacji Partii Socjalistycznej sprawował urząd ministra robót publicznych i transportu w drugim rządzie José Sócratesa.